# Ернст Вилхелм фон Брюке
Ернст Вилхелм фон Брюке (на немски: Ernst Wilhelm von Brücke) е германски физиолог.

## Биография
Роден е през 1819 година в Берлин. Завършва Берлинския университет през 1842 година, след което е асистент на Йоханес Петер Мюлер. От 1848 година е професор по физиология в Кьонигсберг, а от 1849 година - във Виена. Сред неговите студенти там е Зигмунд Фройд, чиято теория на психодинамиката се смята за повлияна от Брюке. Умира през 1892 година във Виена.